# Vetenskapsåret 1893

## Händelser
- 1 maj - World Columbian Exposition öppnas i Chicago till 400-årsminnet av Columbus upptäckt av Amerika. Hamburgaren introduceras.
- 2 juni - I Sverige beslutas det att Högre folkskola kan inrättas på landsbygd eller i stad där inte läroverk finns.
- 11 november - I Visby på den svenska ön Gotland i Östersjön invigs "Östra Folkskolan".

## Pristagare
- Bigsbymedaljen: William Johnson Sollas, brittisk geolog och paleontolog.  [1]
- Copleymedaljen: George Gabriel Stokes, irländsk matematiker och fysiker.
- Davymedaljen:
  - Jacobus Henricus van 't Hoff, nederländsk kemist, Nobelpristagare 1901.
  - Joseph Achille Le Bel, fransk kemist.
- De Morgan-medaljen: Felix Klein, tysk matematiker.
- Wollastonmedaljen: Nevil Story Maskelyne, brittisk geolog. [2]

## Födda
- 23 oktober - Ernst Öpik (död 1985), estnisk astronom och astrofysiker.

## Avlidna
- 7 januari - Jožef Stefan (född 1835), slovensk fysiker och matematiker.
- 14 maj - Ernst Kummer, (född 1810), tysk matemariker.
- 16 augusti - Jean-Martin Charcot, (född 1825), fransk neurolog.
- 4 december – John Tyndall (född 1820), irländsk fysiker.
- 27 december - Adolf Knop (född 1828), tysk mineralog och geolog.
- 28 december - Richard Spruce (född 1817), brittisk botaniker och forskningsresande.
- Marie Durocher (född 1809), brasiliansk läkare och obstetriker.

## Resurser
- Svensk Lärartidning, årgång 1893, digitaliserad av Projekt Runeberg

### Fotnoter
1. ↑  ”Geological Society”. Arkiverad från originalet den 21 april 2009. https://web.archive.org/web/20090421141428/http://www.geolsoc.org.uk/gsl/info/collections/archives/page753.html. Läst 13 april 2011.
2. ↑  ”Geological Society”. Arkiverad från originalet den 5 juni 2011. https://web.archive.org/web/20110605102217/http://www.geolsoc.org.uk/gsl/society/history/page750.html. Läst 13 april 2011.